# Музафар ад Дин Каџар
Музафар ад Дин (персијски: مظفرالدين شاه قاجار; Техеран, 23. 3. 1853. – Техеран, 3. 1. 1907) је био персијски шах из династије Каџара од 1896. до 1906. године.

## Владавина
Музафар је син Насир ад Дина. Када је његов отац убијен у атентату, Музафар преузима власт. Године 1901. Британцима је препустио монопол над експлоатацијом нафте. Четири година касније избија устанак народних маса. Владине трупе пуцале су у ненаоружане демонстранте. Ипак, све је било узалуд. Шах је приморан да донесе први персијски устав (1906) и постане уставни монарх. То Музафир није издржао. Умро је само неколико месеци касније. Наследио га је Мухамед Али Шах.
Шах Музафар је 1900. године путовао Европом, те је том приликом посетио и 
Србију. Састао се 5. октобра са краљем Србије Александром Обреновићем и том приликом му поклонио персијску сабљу која се данас чува у музеју.